# أيمن دعيس
أيمن دعيس، (28 يونيو 1978 -) لاعب كرة سلة أردني معتزل، مواليد عمان. لعب في المنتخب الأردني لكرة السلة والنادي الأرثوذكسي، وحقق مع المنتخب وناديه بطولات كثيرة بالإضافة إلى أنه مثل نادي مجموعة زين وحقق معه بطولات كثيرة.، اعتزل اللعب رسميًا في 5 مايو 2015.

## موهبته واحترافه
ظهرت موهبته في كرة السلة في المدرسة والتحق بالأرثوذكسي عام 1996، حيث تقدم مستواه بشكل لافت وانضم للمنتخب الوطني الأول منذ عام 1997.
حصل مع نادي الأرثوذكسي على بطولة الدوري 5 سنوات متتالية (من 98 إلى 2002) ولقب كأس الكؤوس الأول 2002. كما أحرز مع الأرثوذكسي لقب تصفيات غرب آسيا عام 1998 وفي النهائيات حل مع الفريق سادسا. وحصل على لقب أفضل لاعب في الموسم 2001 بالتقاسم مع زيد الخص وموسم 2002 بالتقاسم مع موسى بشير.
انضم إلى نادي فاست لينك موسم 2003 وشارك في تحقيق كافة الإنجازات المميزة لفريقه الجديد حيث حل بطلا لكأس الأردن والدوري العام مواسم 2003 و2004 و2005، على التوالي.
ونافس على لقب أفضل لاعب في الدوري مواسم 2003 و2004 و2005.
وخارجيا حقق مع فاست لينك لقب دورة الشارقة 2003 ووصافة دورة دبي وبطولتي الاندية العربية والآسيوية موسم 2005.
تألق مع المنتخب الوطني وحقق أفضل الإنجازات في الدورة العربية التاسعة (دورة الحسين) حيث حل المنتخب في المركز الثاني خلف مصر، ولقب تصفيات غرب آسيا وبطولة قطر الدولية الثانية وكأس الملك عبد الله الثاني الدولية الثالثة 2004.
لم يشارك مع المنتخب في نهائيات آسيا 2003 في الصين و2005 في قطر بسبب الإصابة وقد اثر غيابه على المنتخب بشكل كبير حيث حل بالمركز العاشر والسابع على التوالي.

## روابط خارجية
- أيمن دعيس على موقع الاتحاد الدولي لكرة السلة (الإنجليزية)
- أيمن دعيس على موقع كرة السلة الأوروبية.كوم (الإنجليزية)
- أيمن دعيس على موقع ريلجم (الإنجليزية)
- أيمن دعيس على موقع بروبوليرز (الإنجليزية)
- أيمن دعيس على موقع سبورتس رفرنس (الإنجليزية)